# 傑克·格里佛
傑克·格里佛（Jack Davis Griffo，1996年12月11日—）是美國的一位演員和歌手。他現在在尼克森國際兒童頻道情景喜劇The Thundermans中出演Maximus Octavius "Max" Thunderman角色。2013年，他發行了自己的第一張單曲。格里佛在2011年出道，並在2013年開始出演The Thundermans。它還出演了尼克森原創電影Jinxed。他也有自己的YouTube頻道。 

## 外部連結
- 官方网站
- 傑克·格里佛在互联网电影资料库（IMDb）上的資料（英文）